# Ania Teillard

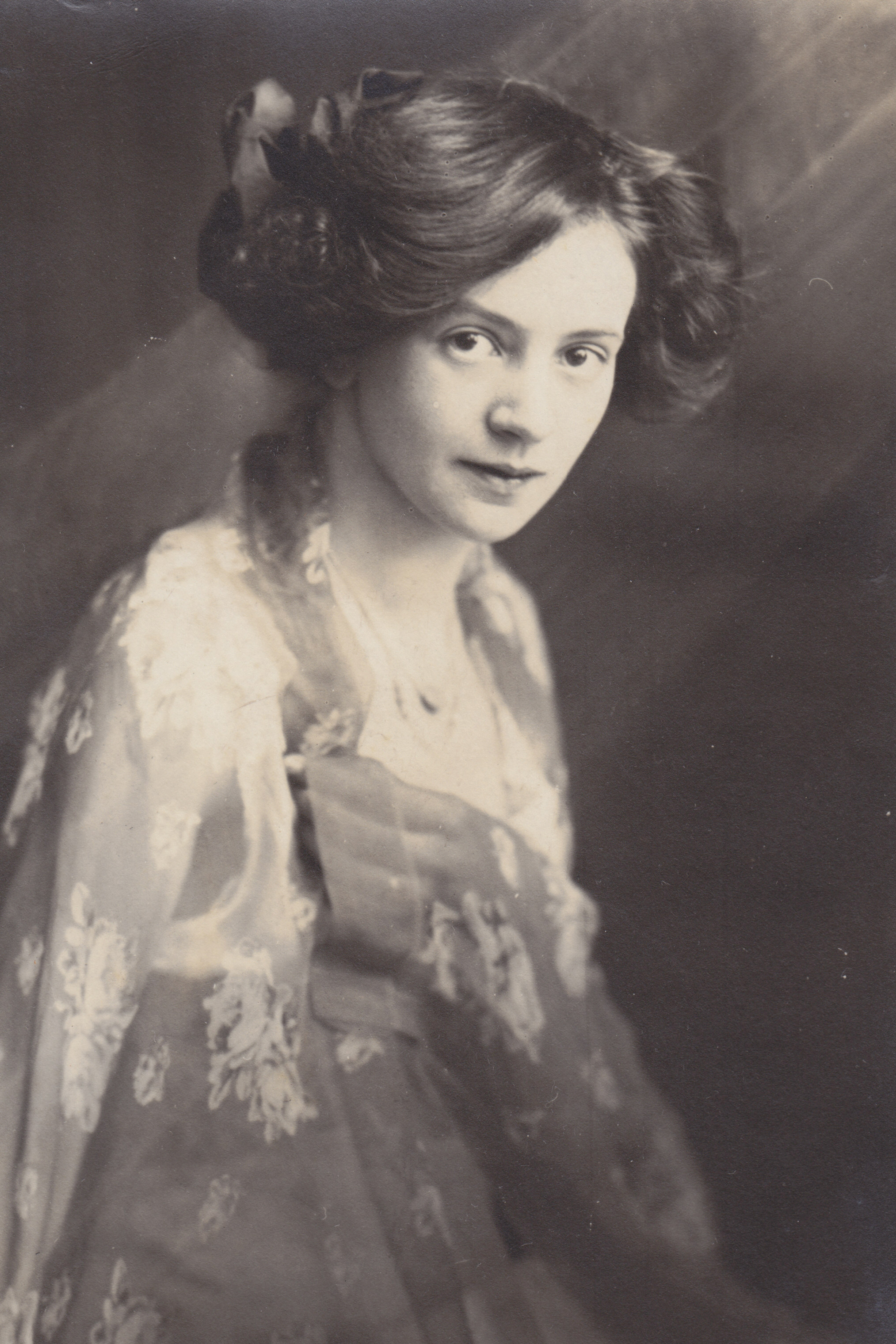
Ania Teillard, ca. 1910
Quelle: Monacensia, Literaturarchiv und Bibliothek München

Ania Teillard, geborene Anja von Mendelssohn, auch Ania Adamkiewicz-Mendelssohn (* 5. Februarjul. / 17. Februar 1889greg. in Dorpat; † 17. Januar 1978 in Paris) war eine deutsche Graphologin und Schriftstellerin.

## Leben
Ania Teillard gehört zur deutsch-jüdische Kaufmanns-, Gelehrten- und Künstlerfamilie Mendelssohn aus Jever, die auf Moses Mendelssohn (nicht identisch mit dem Philosophen Moses Mendelssohn aus Dessau) zurückgeht. Ihr Vater war der Professor Ludwig Mendelssohn, ihre Brüder der Hellerauer Kunsthandwerker Georg Mendelssohn sowie der Schriftsteller Erich von Mendelssohn.
Ania Teillard wurde als Anja von Mendelssohn in Dorpat (heutiges Tartu) geboren und wie ihre drei Geschwister evangelisch-lutherisch getauft. Nach dem Tod ihres Vaters 1896, der vom Zaren geadelt wurde, zog ihre Mutter Alexandrine von Cramer mit Anja und ihren drei Brüdern nach Jena, wo sie zur Schule ging. Danach arbeitete Anja von Mendelssohn zunächst als Schauspielerin (sie spielte unter anderem die Thekla in Wallenstein am Theater in Meiningen) und veröffentlichte 1909 Maja, den Roman einer Schauspielerin, der Klaus Mann nachhaltig beeindruckte.
Die erste Person, die Ania Teillard über Graphologie erfuhr, war der hellseherische Charakterloge Ludwig Aub. In den zwanziger Jahren studierte sie bei dem Psychologen und Graphologen Ludwig Klages in der Schweiz und hatte intensive Kontakte zu den Graphologen Max Pulver, Robert Saudek sowie Jules Crépieux-Jamin. Mit ihrem Bruder, dem Kunsthandwerker Georg Mendelssohn, veröffentlichte sie 1928 das Buch Der Mensch in der Handschrift.
Sehr prägend war für Ania Teillard das Studium bei C. G. Jung in Zürich, das sie dazu motivierte Graphologie und Psychologie miteinander zu verbinden. C. G. Jung blieb sie in zahlreichen Publikationen verbunden, die in mehreren Sprachen übersetzt wurden. Sie war Vizepräsidentin der Societé Francaise de Psychologie Analytique.
Ania Teillard starb am 17. Januar 1978 in Paris.

## Werke
- 1909: Maja. Roman einer Schauspielerin
- 1922: Gestalten aus 1001 Nacht: Nachdichtungen nach den arabischen Märchen
- 1928: Der Mensch in der Handschrift
- 1933: Schrift und Seele: Wege in das Unbewusste
- 1948: L’Âme et L’Écriture
- 1952: Handschriftendeutung auf tiefenpsychologischer Grundlage
- 1953: Zwiegespräche über Traum und Leben
- 1959: Die unbekannte Dimension, 1960 auf Französisch: La Dimension inconnue
- 1974: Das Smaragd-Ei
- 1979: Ce que disent les rêves